# Bulbophyllum chanii
Bulbophyllum chanii là một loài phong lan thuộc chi Bulbophyllum.